# You'll Never Walk Alone
You'll Never Walk Alone (Bạn không bao giờ đơn độc) là một ca khúc ban đầu được viết cho vở kịch mang tên Carousel tại sân khấu kịch Broadway vào năm 1945.
Bài hát cũng được hát tại các câu lạc bộ bóng đá trên toàn thế giới, nơi nó được thể hiện bởi đông đảo những người ủng hộ vào ngày trận đấu diễn ra; truyền thống này đã phát triển tại Liverpool FC sau khi lựa chọn thu âm và phát hành như một đĩa đơn chính thức với sự hỗ trợ của nhà sản xuất tài năng George Martin cùng sự thể hiện của nhóm nhạc đến từ thành phố Liverpool Gerry & The Pacemakers, ca khúc đã mang về thành công lớn cho các nghệ sĩ khi xuất sắc dẫn đầu nhiều bảng xếp hạng âm nhạc tại Anh vào năm 1963.. Ở một số khu vực của Vương quốc Anh và Châu Âu, "You'll Never Walk Alone" đã trở thành bài hát ủng hộ cho các nhân viên y tế, những người tuyến đầu tham gia chống dịch và những người đang cách ly trong đại dịch COVID-19.

## Tổng quan
Người soạn nhạc cho ca khúc là Richard Rodgers và phần lời là của Oscar Hammertein. Ngay khi xuất hiện, ca khúc đã tạo một âm hưởng đặc biệt, mà ý nghĩa của nó vượt qua khỏi khuôn khổ của vở kịch Carousel. Khi sân khấu Broadway đang diễn vở kịch, chiến tranh thế giới thứ hai vẫn chưa chấm dứt. Trong số những khán giả tới xem, nhiều người có chồng, cha, con trai hay người yêu ngoài mặt trận – ca khúc đó đã giúp họ khuây khoả được phần nào
Một ca khúc làm chấn động giới âm nhạc thời đó. You’ll never walk alone được trình diễn và thu băng đĩa bởi những ban nhạc, những ca sĩ nổi tiếng nhất thuộc đủ mọi thể loại pop, rock, nhạc Gospel, jazz, nhạc Country và cả nhạc Opera. Có thể kể ra đây những ngôi sao, những ban nhạc ít nhất một lần say sưa trình diễn ca khúc này: Gerry and the Pacemakers (Thành công nhất), Louis Armstrong, ChetAtkins, Shirley Bassey, Glen Campbell, Ray Charles, Perry Como, Michael Crawford, Placido Domingo, Aretha Franklin, Judy Garrland, Marilyn Horne, Mahalia Jackson, Patti Labelle, Cleo Laine, Mario Lanza, Darlene Love, Jim Nabors, Olivia Newton John, Pink Floyd, Evils Presley, The Righteous Brothers, Nina Simone, Frank Sinatra, Kiri TeKanawa, Conway Twitty và Dionne Warwick.
Trong một thế giới đầy những hiểm hoạ, sự bất hạnh có thể tới bất cứ lúc nào, ca khúc You’ll never walk alone như một lời động viên, khích lệ con người ta vững tâm tiến lên phía trước: "Khi bạn đi trong giông bão, hãy ngẩng cao đầu, đừng lo sợ trước màn đêm u tối, sau cơn bão sẽ là bầu trời rực rỡ, và tiếng hót ngọt ngào của con chim chiền chiện… Bước đi xuyên qua cơn gió, bước đi xuyên qua cơn mưa, vượt qua những ước mơ đã bị quẳng đi. Hãy bước đi, bước đi với niềm hy vọng, niềm hy vọng trong tim mình. Và bạn sẽ không bao giờ đơn độc..."

## Trong bóng đá
Ca khúc đã trở thành bài hát truyền thống của câu lạc bộ Liverpool, khởi đầu bởi các fan được mệnh danh là "The Kop", đã làm nó nổi tiếng khắp thế giới. Trong những ngày bi đát nhất là thảm họa Heysel và Hillsborough, những người còn sống sót hát You’ll never walk alone trong nước mắt, cầu cho linh hồn những người xấu số không đơn côi ở bên kia thế giới. Từ đó, trong những đám tang của người dân thành Liverpool, người ta thấy vang vọng khúc ca "You’ll never walk alone" – khúc ca làm những người thân nguôi đi nỗi buồn. 
Thông qua các đài phát thanh, “You’ll Never Walk Alone” của Gerry & The Pacemakers ngày càng trở nên phổ biến và liên tục được lựa chọn là một trong 10 ca khúc phát sóng tại sân vận động Anfield ở Liverpool trước mỗi trận đấu. Kể từ đó, bản nhạc với lời ca lạc quan dần ghi sâu vào tiềm thức, được người hâm mộ hát hòa giọng cùng nhau ở mỗi giải bóng quan trọng rồi dần trở thành một bản thánh ca dành riêng cho đội bóng Liverpool suốt nhiều thập kỷ.
Với lời ca đầy lạc quan, "You'll Never Walk Alone" trở thành ca khúc số một trong những đợt quyên góp cho các nạn nhân của chiến tranh, thảm hoạ thiên nhiên hay bệnh tật. Năm 1985, một chương trình ca nhạc quyên tiền ủng hộ các nạn nhân của thảm hoạ tại sân vận động Bradford đã được mang tên "You’ll Never Walk Alone". Tại Mỹ, ca khúc này cũng xuất hiện trong những đợt vận động phòng chống bệnh AIDS.
Với mỗi người dân Liverpool, "You’ll Never Walk Alone" đã trở thành ca khúc không thể thiếu trong cuộc sống thường nhật. Mỗi khi bước vào Anfield, họ lại được chiêm ngưỡng dòng chữ "You’ll Never Walk Alone" trên cổng Shankly Gates và được đắm mình trong không khí âm nhạc tuyệt vời trên khán đài. Ca khúc thường được một người xướng và cả vạn người đồng thanh hát theo.  Lời bài hát không bao giờ thay đổi cũng như luôn được cất lên dù thắng hay thua. 
Những người không có duyên với Liverpool, phải rời sân Anfield để thi đấu ở một nơi nào đó, đều sẽ được chia tay bằng một câu: "Với niềm hy vọng trong tim mình. Và bạn sẽ không bao giờ đơn độc..."
Ngày nay, bằng những ý nghĩa tích cực, “You’ll Never Walk Alone” còn được người hâm mộ của nhiều đội bóng đá khác trên khắp thế giới hát vang trong các giải đấu quan trọng như Celtic, Borussia Dortmund, Twente, Galatasaray ,Feyenoord Rotterdam , FC Tokyo...